# Tmesisternus lepidus
Tmesisternus lepidus är en skalbaggsart som beskrevs av Francis Polkinghorne Pascoe 1868. Tmesisternus lepidus ingår i släktet Tmesisternus och familjen långhorningar. Inga underarter finns listade i Catalogue of Life.